# Apsylla cistellata
Apsylla cistellata är en insektsart som först beskrevs av Buckton 1893.  Apsylla cistellata ingår i släktet Apsylla och familjen Calophyidae. Inga underarter finns listade i Catalogue of Life.